# Дворянінова Валентина Петрівна
Валентина Петрівна Дворянінова (2 лютого 1928, село Дятьково, Брянська область, РРФСР — 22 березня 2019, Одинцовський район, Московська область, Росія) — радянська російська естрадна співачка.

## Біографія
Народилась 1928 у селі Дятьково Брянської області в сім'ї військового Петра Павловича. У зв'язку з призначенням батька до Закавказького прикордонного округу, сім'я переїхала у Баку, а згодом — у Тбілісі, де Дворянінова навчалась у школі і займалась співом у дитячому ансамблі Тбіліського Палацу піонерів.
Одразу після визволення Одеси у німецько-радянській війні батько Дворянінової отримав призначення у це місто, де вона вступила до музичного училища й успішно виступала в прикордонному ансамблі.
1950 року Дворянінова переїхала до Москви і вступила до музичного училища при консерваторії.
1953 року почала свої виступи на сцені Большого театру у складі хору.
У 1957—1963 рр. Валентина Дворянінова виступала як солістка оркестру під керівництвом Олега Лундстрема, а згодом стала солісткою «Москонцерту». Співпрацювала з композиторами Андрієм Петровим, Яном Френкелем, Володимиром Дмітрієвим і Андрієм Ешпаєм.
Валентина Дворянінова була першою виконавицею багатьох всесоюзно відомих пісень: «Спят усталые игрушки», «Калина красная», «Линахамари» та ін. Виконувала пісні для кінофільмів. Для фільму «Спрага» Дворянінова вперше виконала пісню «Два берега» («Ночь была с ливнями…»). Пісня здобула популярність, і її включили у свій репертуар такі співачки як Майя Кристалінська та Гелена Веліканова.
У 1960-х — 1970-х роках співачка була популярною у Радянському Союзі, стала лауреатом Всесоюзного конкурсу артистів естради. Зокрема, виступала на радіостанції «Юність», в багатьох випусках популярної передачі «З добрим ранком!» (рос. С добрым утром!).
У 1970-х — 1980-х роках Дворянінова багато співала на суднах «Леонід Собінов», «Грузія», «Іван Франко», які ходили у дальні плавання.
З 1990-х років Валентина Дворянінова є членом Ради ветеранів Центрального ордену Дружби народів Дому працівників мистецтв (рос. Дома работников искусств).
У 2006 року фірма «Мелодія» випустила персональний диск Валентини Дворянінової «Насмотрись, зорька, в реченьку».
Померла 22 березня 2019 року у Москві.

## Фільмографія
Озвучування:
- «Дорожня пригода» (1968, анімаційний)[1]

Вокал:
- «Спрага» (1959)
- «Легке життя» (1964)
- «Приїжджайте на Байкал» (1965)